# 马复令
马复令，汉代减免徭役动员民间养马的法令。
西汉政府为加强军备，鼓励和刺激民间养马以代徭赋。马复，即养马可以免除徭役。汉文帝在位时，采纳晁错的建议，规定民间养车骑马一匹之人，复卒三人。汉武帝又重修此令，鼓励民间养马，以备军用。《汉书·西域传》记载轮台诏上说：“当今务，在禁苛暴，止擅赋，力本农，修马复令，以补缺，毋乏武备而已。”